# A Past and Future Secret
«A Past and Future Secret» es el primer sencillo del grupo alemán de power metal Blind Guardian, y la tercera canción de su álbum de 1995 "Imaginations From the Other Side". Es una canción acústica, y la letra y la guitarra evocan al ciclo de leyendas del Rey Arturo. 

## Temática
El final de la canción describe la escena a través de los ojos de un observador. Específicamente, detalla el destino de Camelot y la destrucción del sueño del Rey Arturo en la Batalla de Camlann, dónde el rey y su hijo bastardo, Mordred, lucharon entre sí. Herido de muerte, Arturo fue trasladado a Avalon, donde permanecerá hasta que Gran Bretaña necesite de él una vez más.
El sencillo también incluye dos canciones del álbum Imaginations from the Other Side de 1995, y una versión de la canción de Uriah Heep "The Wizard", del su famoso álbum  Demons & Wizards.

## Lista de canciones
1. «A Past and Future Secret» – 3:47
2. «Imaginations from the Other Side» – 7:18
3. «The Wizard» (versión de la canción de Uriah Heep) – 3:17
4. «A Past and Future Secret» (Mezcla orquestal) – 3:48

## Formación
- Hansi Kürsch – Vocales y bajo
- André Olbrich – Guitarra líder
- Marcus Siepen – Guitarra rítmica
- Thomas "Thomen" Stauch – Batería y percusión